# اداره پلیس لس آنجلس
ادارهٔ پلیس لس آنجلس (Los Angeles Police Department یا به‌طور خلاصه LAPD) ادارهٔ پلیس شهر لس آنجلس در کالیفرنیا است. این اداره یکی از بزرگ‌ترین مراکز قانونی در ایالات متحده است. ال‌ای‌پی‌دی با بیش از ۱۰۰۰۰ افسر و ۳۰۰۰ خدمهٔ شهری‌ای که دارد، منطقه‌ای به وسعت ۱۲۰۹ کیلومتر مربع با جمعیتی در حدود ۴ میلیون نفر را پوشش می‌دهد. ال‌ای‌پی‌دی یک تاریخچهٔ طولانی و جنجال‌برانگیز دارد که تا الان بارها در ادبیات و سینما به آن اشاره شده‌است.

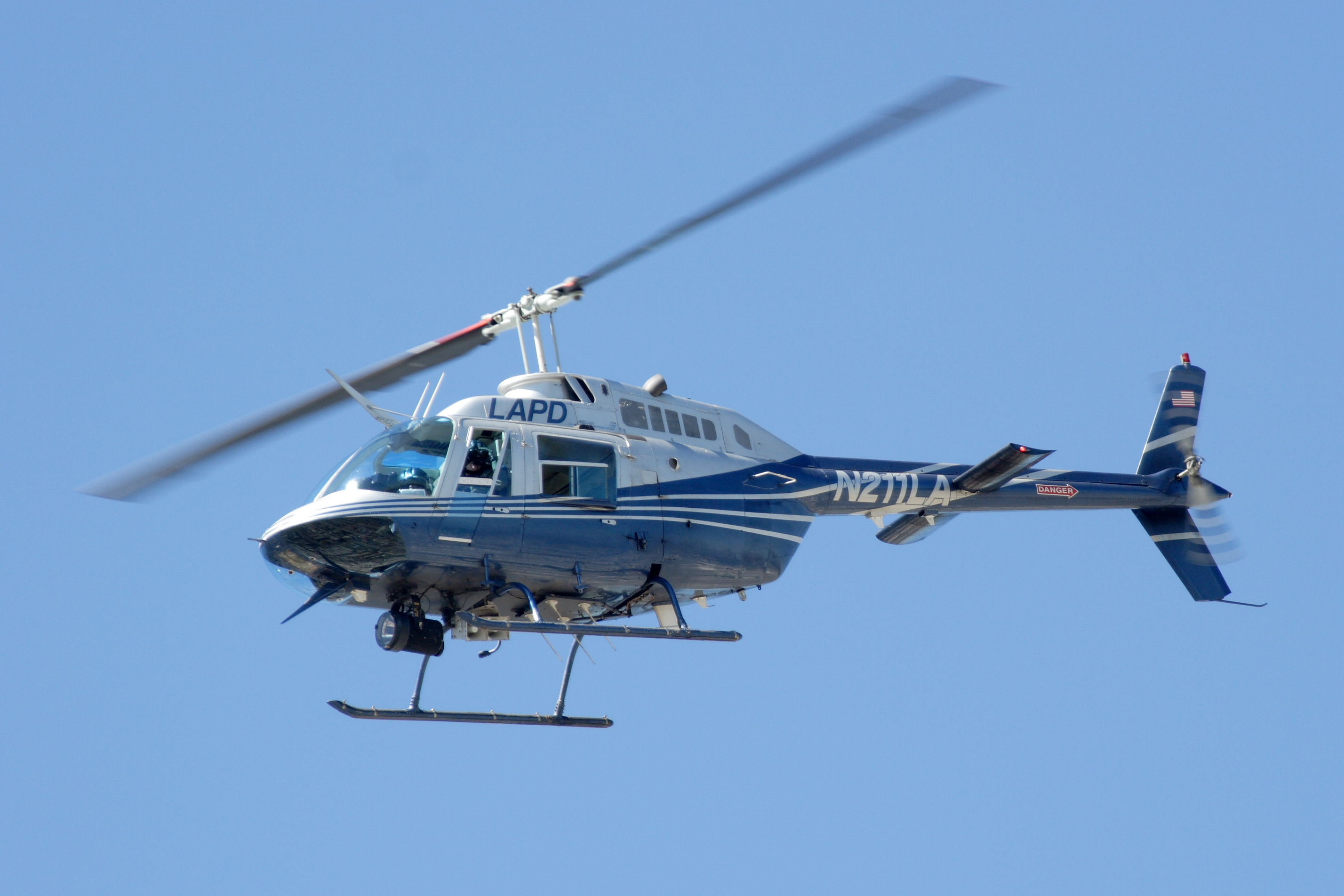
بالگرد بل ۲۰۶ متعلق به اداره پلیس لس آنجلس
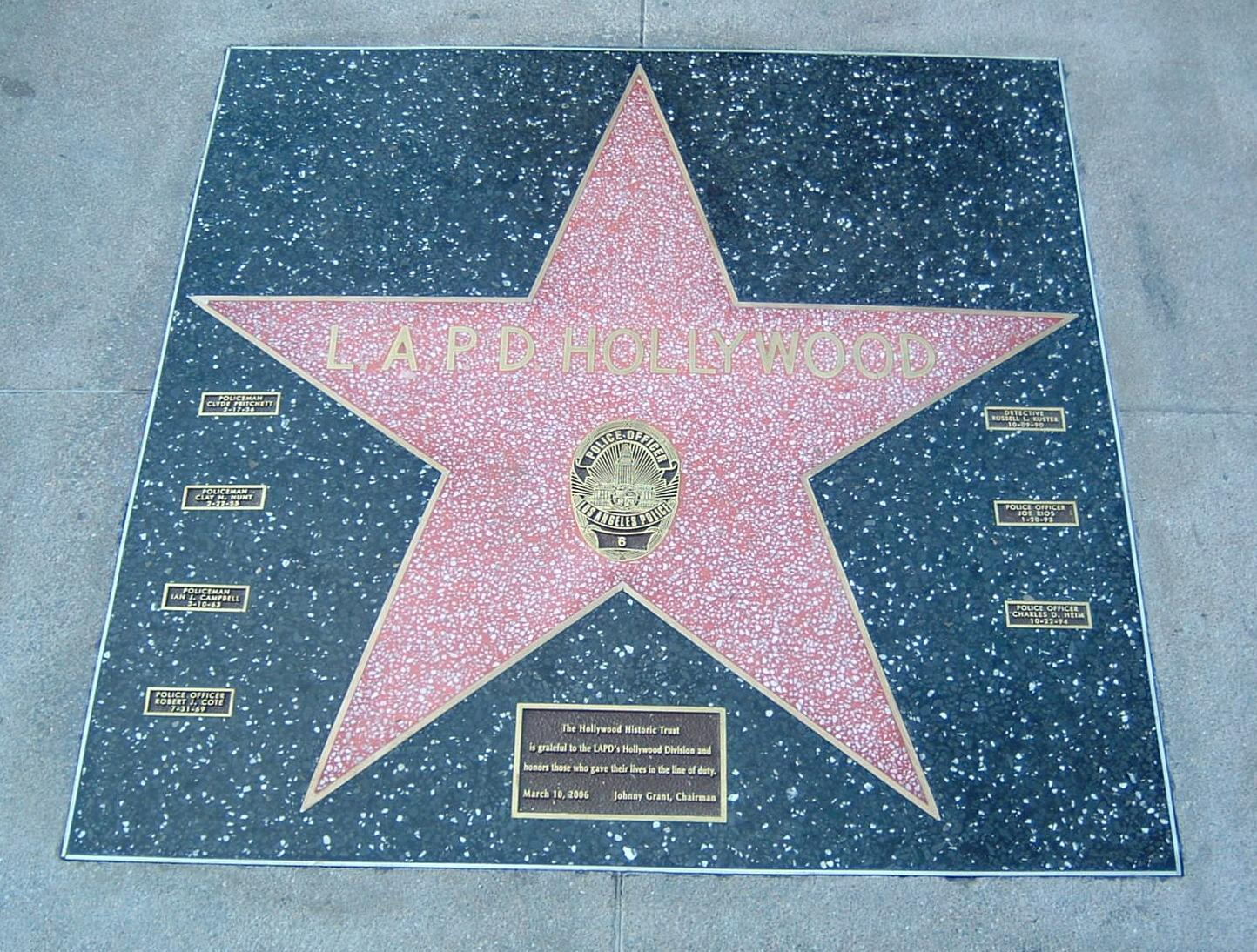
ستاره افتخاری برای اداره پلیس لس آنجلس بر روی کف پیاده‌روی شهرت هالیوود